# Talsperre Kulekhani
Die Talsperre Kulekhani liegt im Distrikt Makwanpur, Verwaltungszone Narayani, Nepal und staut den Kulekhani. Die Stadt Hetauda befindet sich ca. 25 km südwestlich, die Hauptstadt Kathmandu ca. 15 km nordöstlich der Talsperre.
Mit den Bauarbeiten wurde 1977 begonnen. Das Kraftwerk Kulekhani I wurde 1982 in Betrieb genommen. Die Talsperre wurde von der Nepal Electricity Authority (NEA) errichtet und wird auch von NEA betrieben. Sie dient der Stromerzeugung.

## Absperrbauwerk
Das Absperrbauwerk ist ein Steinschüttdamm mit einer Höhe von 107 (bzw. 114 oder 147) m. Die Dammkrone liegt auf einer Höhe von 1.534 m über dem Meeresspiegel. Die Länge der Dammkrone beträgt 420 (bzw. 397) m. Das Volumen des Bauwerks beträgt 3,5 bzw. 4,416 Mio. m³.
Die Hochwasserentlastung befindet sich auf der linken Seite des Damms. Über sie können mindestens 1.300 m³/s abgeleitet werden.
Der Staudamm wurde bei den Erdbeben im April und Mai 2015 laut dem Ministry of Energy nur leicht beschädigt. Laut International Rivers sind auf der Dammkrone mehrere Risse zu sehen, die aber repariert wurden. Aufgrund der Empfehlung eines japanischen Expertenteams wird NEA den Stausee nur bis zu einem Stauziel von 1.525 m aufstauen.

## Stausee
Beim normalen Stauziel von 1.530 m erstreckt sich der Stausee Indra Sarobar über eine Fläche von rund 2,2 km² und fasst 85,3 (bzw. 73,6) Mio. m³ Wasser – davon können 73,3 Mio. m³ zur Stromerzeugung genutzt werden. Das minimale Stauziel liegt bei 1.476 m. Der Stausee hat eine Länge von 7 km. Er wird auch zur Fischzucht genutzt.

## Kraftwerk Kulekhani I
Das Kraftwerk Kulekhani I hat eine installierte Leistung von 60 MW. Die durchschnittliche Jahreserzeugung liegt bei 211 Mio. kWh.
Die beiden Maschinen des Kraftwerks gingen im Mai 1982 in Betrieb. Sie befinden sich in einem unterirdischen Maschinenhaus. Die Pelton-Turbinen leisten jede maximal 30,6 MW und die Generatoren 35 MVA. Die Nenndrehzahl der Turbinen liegt bei 600/min. Die Nennspannung der Generatoren beträgt 11 kV. In der Schaltanlage wird die Generatorspannung von 11 kV mittels Leistungstransformatoren auf 66 kV hochgespannt.
Die Fallhöhe beträgt 550 m. Der maximale Durchfluss liegt bei 6,55 m³/s je Turbine. Ein Tunnel (Länge 5,8 km, Durchmesser 2,5 m) führt von der Talsperre zum Kraftwerk.

## Kraftwerk Kulekhani II
Das Kraftwerk Kulekhani II hat eine installierte Leistung von 32 MW. Die durchschnittliche Jahreserzeugung liegt bei 104,6 Mio. kWh. Die beiden Maschinen leisten jede maximal 16 MW. Sie gingen im November 1986 in Betrieb. Die Fallhöhe beträgt 284 m. Der maximale Durchfluss liegt bei 13,3 m³/s.

## Kraftwerk Kulekhani III
Das Kraftwerk Kulekhani III befindet sich noch im Bau. Es wird eine installierte Leistung von 14 MW haben.

## Sonstiges
Die Errichtungskosten für die Talsperre und das Kraftwerk Kulekhani I lagen bei knapp 118 Mio. USD.